# Justicia siccanea
Justicia siccanea är en akantusväxtart som beskrevs av W. W. Smith. Justicia siccanea ingår i släktet Justicia och familjen akantusväxter. Inga underarter finns listade i Catalogue of Life.